# 杭州未来国际演艺中心
杭州未来国际演艺中心位于杭州市余杭区的未来科技城，地处创景路以西、水乡北路以南地块。主要建筑有杭州音乐厅和余杭大剧院。设计单位是英国的扎哈·哈迪德建筑事务所。2024年12月底开工，预计2028年底前全部建成投用。它是杭州城市重要新中心中轴线十大重点项目之一。

## 简介
演艺中心总建筑面积约14.3万平米，包括1个约1700座的杭州音乐厅主厅、1个约600座的中音乐厅、4个小演奏厅；1个约1600座的余杭大剧院主厅、1个约700座的多功能厅，以及多功能中心和文创文化配套用房。总投资估算约34.79亿元。
设计方案以丝绸为引构成诗画氛围，“使得杭州音乐厅与余杭大剧院形成一高一低、一前一后、一大一小，既有差异化又融合统一的形态”。

## 附近建筑
- 杭州国际体育中心